# Daniel Enrique Medina Velandia
Daniel Enrique Medina Velandia (nacido en Bogotá) es un ingeniero electrónico y político colombiano. Cuando era viceministro de comunicaciones fue nombrado por el presidente Álvaro Uribe Vélez el 18 de febrero de 2010 como  Ministro de Tecnologías de la Información y Comunicaciones, tras la renuncia de María del Rosario Guerra de La Espriella.
Medina es bogotano pero de familia llanera. Estudio Ingeniería Electrónica en la Pontificia Universidad Javeriana y ha dedicado su carrera profesional al estudio, desarrollo e implementación de las telecomunicaciones desde el sector privado y público, con énfasis en lo social en Latinoamérica y Europa. Fue Director de Proyectos de Telemática para Ecopetrol, Director y miembro de la Comisión de Regulación de Comunicaciones y ha trabajado como Consultor de negocios en empresas de Cali, Pereira y Bogotá.